# Aquilonastra shirleyae
Aquilonastra shirleyae är en sjöstjärneart som beskrevs av O'Loughlin 2009. Aquilonastra shirleyae ingår i släktet Aquilonastra och familjen Asterinidae. Inga underarter finns listade i Catalogue of Life.